# Территориальная прелатура Марави
Территориальная прелатура Марави (лат. Praelatura Territorialis Maraviensis) — территориальная прелатура Римско-Католической церкви с центром в городе Марави, Филиппины. Территориальная прелатура Марави распространяет свою юрисдикцию на провинцию Южный Ланао. Территориальная прелатура Марави входит в митрополию Осамиса. Кафедральным собором территориальной прелатуры является церковь Пресвятой Девы Марии.

## История
20 ноября 1976 года Римский папа Павел VI издал буллу Precibus accedentes, которой учредил территориальную прелатуру Марави, выделив её из епархии Илигана. В этот же день территориальная прелатура Марави вошла в митрополию Кагаян-де-Оро.
24 января 1983 года территориальная прелатура Марави вошла в митрополию Осамиса.

## Ординарии епархии
- епископ Bienvenido Solon Tudtud (25.04.1977 — 26.06.1987);
- епископ Edwin de la Peña y Angot (23.06.2000 — по настоящее время).

## Источник
- Annuario Pontificio, Ватикан, 2007
- Булла Precibus accedentes, AAS 69 (1977), стр. 77  (лат.)